# Andy Chango
Andrés Fejerman, més conegut pel pseudònim d'Andy Chango (Buenos Aires, 27 de Juny de 1970), és un compositor, cantant, actor i escriptor argentí.

## Discografia i multimèdia

### Filmografia
- Crónica de una grabación (2002) - DVD amb imatges preses durant la gravació de l'Àlbum Salam Alecum!
- El amor después del amor (2023) - Interpretant a Charly García
- Llamen a Joe  film dirigit per Hernan Sisseles (2023)

### Àlbums en solitari
- Andy Chango (1998)
- Las fantásticas aventuras del Capitán Angustia (2001)
- Grandes éxitos en familia (2002)
- Salam Alecum! (2002)
- Boris Vian (2008)
- San Lorenzo Superstar (2018)

### Grups
- Superchango (1996)

### Eps i Maxis
- Welcome To The Chango's World (1998) - EP maxi promocional de l’Àlbum Andy Chango

### Senzills
- Neuronas (1999) - Àlbum: Andy Chango
- No me voy a dormir / Demencia temporal (1999) - Àlbum: Andy Chango
- Fiesta terrenal (1999) - Àlbum: Andy Chango
- El stress del año 2000 (2001) - Àlbum: Las fantásticas aventuras del Capitán Angustia
- Salam Alecum! (2002) - Àlbum: Salam Alecum!
- Salam Alecum Morisco remixes (2002) - Àlbum: Salam Alecum!
- I love you (2003) - Àlbum: Salam Alecum!

### Bandes sonores
- A mi madre le gustan las mujeres (2001) - Pel·lícula: A mi madre le gustan las mujeres.
- Mortadelo y Filemón dos capullos en acción (2003) - Pel·lícula: La gran aventura de Mortadelo y Filemón.
- Lo mejor que le puede pasar a un cruasán (2003) - Pel·lícula: Lo mejor que le puede pasar a un cruasán.
- Dile la verdad (2005) - Pel·lícula: Semen, una historia de amor

### Llibres
- Indianápolis (2016)

### Col·laboracions
- "Eco y yo" (2000) - cançó inclosa a l'àlbum Rubén Darío.
- "Soy un gnomo" (2002) - cançó inclosa a l'àlbum Patitos feos.
- "Canción para vagabundos" (2003) – Col·labora amb veu i cors. Inclosa a l'àlbum Lo siento, Frank, de Ariel Rot.
- "Las coplas de Don Hilarión" (2007) - Canta amb Jaime Urrutia. Inclosa a l'àlbum La Zarzuela + Pop.[3]
- "Carta de amor" (2008) - Col·labora al piano amb Ariel Rot a la guitarra al disc Por amar no hay que pagar, de Candy Caramelo.
- "El ruido de los problemas" (2017) – Cant amb Kuqui Alegre. Inclosa a l'àlbum Vamos a matarnos.
- Cortina musical de la publicitat argentina "Carne argentina, la mejor".

## Col·laboracions en mitjans de comunicació
- 1999-2001: Escriu amb Andrés Calamaro la secció "Findelmundo" del desaparegut Diario 16.
- 2007-2008: "El hombre que susurraba a los camellos", del programa radiofònic Asuntos propios, conduït per Toni Garrido (Radio Nacional de España).
- 2008-2010: "Andy y amigos", amb la col·laboració de Norman Hogue (Radio Nacional de España / Radio3).[4]
- 2011: Andy Chango col·labora amb el programa El intermedio, de La Sexta. (Espanya)
- 2011: "Andy Chango y amigos" (Radio Gladys Palmera).
- 2014-2015: Andy Chango col·labora amb el programa Duro de Domar, de Canal 9, en la secció "Chango Feroz". (Argentina)
- 2016-2017: Andy Chango participa com a columnista i conductor del programa Clínica Chango, de radio Futurock.
- 2017: Col·labora amb Toni Garrido en el programa Hoy por Hoy de la Cadena SER
- 2023: Andy Chango interpreta a Charly García a la sèrie El amor después del amor, de Netflix. Rep el premi a la millor interpretació masculina de repartiment en minisèrie o telesèrie a l'XI edició dels Premis Platino.[5]

## Noes
1. ↑  «Bio de Andy Chango, Rock.com.ar». Arxivat de l'original el 10 de diciembre de 2014. [Consulta: 7 diciembre 2014].
2. ↑  Andy Chango: La fama no me da de comer, lacapital.com
3. ↑  Andy Chango actúa con amigos como Ariel Rot y Jaime Urrutia, El País, 15 de novembre de 2002
4. ↑  Andy Chango debuta en Radio 3 con un magacín, El País, 28 d'agost de 2008
5. ↑  Andy Chango ganó un Premio Platino y se descargó contra el ajuste del Gobierno de Milei, Clarín, 21 d'abril de 2024